# Dandara
Dandara là một chiến binh người Brasil gốc Phi thời kỳ thuộc địa Brasil. Bà đã kết hôn với Zumbi dos Palmares và có ba đứa con. Sau khi bị bắt vào ngày 6 tháng 2 năm 1694, bà đã tự sát, từ chối trở lại cuộc sống nô lệ. Cho đến nay bà vẫn là một nhân vật bí ẩn bởi không có nhiều thông tin về cuộc sống của bà. Hầu hết các câu chuyện về bà rất đa dạng và rời rạc.

## Tính cách và khả năng
Được mô tả như một anh hùng, Dandara làm chủ các kỹ thuật của capoeira và chiến đấu nhiều trận chiến bên cạnh đàn ông và phụ nữ để bảo vệ Palmares, nơi những nô lệ trốn thoát sẽ sống an toàn. Palmares được thành lập vào thế kỷ 17 tại Serra da Barriga, thuộc bang Alagoas, rất khó tiếp cận khu vực này do thảm thực vật dày đặc tại đây.
Vẫn chưa rõ bà được sinh ra ở Brasil hay ở châu Phi. Khi còn là một cô gái trẻ, bà đã tham gia một nhóm người Brasil gốc Phi để chiến đấu chống lại chế độ nô lệ ở Brazil. Bà đã giúp tạo ra các chiến lược để bảo vệ Palmares. Dandara được biết đến như một chiến binh, nhưng bà cũng có sở thích săn bắt và trồng trọt. Bà trồng ngô, sắn, đậu, khoai lang, mía và chuối.
Người dân Palmares, được gọi là người Palmarinos, đã sản xuất các công cụ nông nghiệp và vũ khí cho chiến tranh. Họ cũng làm việc với gỗ, gốm sứ và kim loại. Ban đầu, tất cả các hoạt động và công việc của người Palmarinos là tạo ra cộng đồng tự cung tự cấp, nhưng một số đã giao dịch với các làng và nhà máy trong khu vực.
Bắt đầu từ năm 1630, các cuộc tấn công vào Palmares trở nên thường xuyên với cuộc xâm lược của Hà Lan tại Brasil. Theo những câu chuyện liên quan đến Dandara, bàcó một vai trò quan trọng trong việc khiến chồng mình cắt đứt quan hệ với chú của ông là Ganga-Zumba, giám đốc lớn đầu tiên của Quilombo dos Palmares. Năm 1678, Ganga-Zumba đã ký một hiệp ước hòa bình với chính phủ của bang Pernambuco. Hiệp ước tuyên bố rằng những người tại Palmares bị bắt sẽ được thả ra. Ngoài ra, tất cả những người sinh ra ở Palmares là những người tự do, không phải là nô lệ và họ được cấp phép tham gia buôn bán. Đổi lại, người dân Palmares phải trao trả cho chính quyền những nô lệ bỏ trốn đã đến đó để trú ẩn. Dandara và Zumbi dos Palmares được cho là đã phản đối thỏa thuận này vì nó không chấm dứt chế độ nô lệ. Ganga-Zumba đã bị giết bởi một trong những người Palmarinos phản đối đề xuất của anh ta.

## Tôn vinh
- Trò chơi độc lập Dandara, được phát triển bởi Long Hat House và phát hành bởi Raw Fury, lấy cảm hứng từ lịch sử của Dandara.[3][4]